# Čadsko-sudanska granica
Čadsko-sudanska granica duga je 1403 km, a proteže se od tromeđe s Libijom na sjeveru do tromeđe sa Srednjoafričkom Republikom na jugu.

## Opis
Granica počinje na sjeveru na tromeđi s Libijom na 24. meridijanu istočno i prati ovaj meridijan 423 km do Wadi Hawara. Granica zatim tvori vrlo nepravilnu liniju do tromeđe sa Srednjoafričkom Republikom, omeđenu brojnim malim potocima, brdima i drugim obilježjima. Sjeverno područje granice nalazi se unutar pustinje Sahara, sredina se proteže unutar Sahela, a područja južnije sastoje se od travnjaka i savane.

## Povijest
Granica se prvi put pojavila tijekom utrke za Afriku, razdoblja intenzivnog natjecanja između europskih sila krajem 19. stoljeća za teritorij i utjecaj u Africi. Proces je kulminirao na Berlinskoj konferenciji 1884., na kojoj su se dotične europske nacije složile oko svojih teritorijalnih zahtjeva i budućih pravila angažmana. Kao rezultat ovoga Francuska je stekla kontrolu nad gornjom dolinom rijeke Niger (otprilike ekvivalentno područjima modernog Malija i Nigera), kao i zemljama koje je istražio Pierre Savorgnan de Brazza za Francusku u središnjoj Africi (otprilike ekvivalentno današnjem Gabonu i Republici Kongo). Iz tih baza Francuzi su istraživali dalje u unutrašnjost, na kraju povezujući dva područja nakon ekspedicija u travnju 1900. koje su se susrele u Koussériju na krajnjem sjeveru današnjeg Kameruna. Tim novoosvojenim regijama isprva se upravljalo kao vojnim teritorijima, a ta dva područja kasnije su organizirana u federalne kolonije Francuske Zapadne Afrike (Afrique occidentale française, skraćeno AOF) i Francuske Ekvatorijalne Afrike (Afrique équatoriale française, AEF). U međuvremenu, Britanci su osvojili Sudan 1890-ih i stavili ga u kondominij s Egiptom (Anglo-egipatski Sudan).
U periodu 1898.-99. Britanija i Francuska su se dogovorile o međusobnim sferama utjecaja u sjevernoj trećini Afrike. Na sjeveru francuski utjecaj ne bi se protezao dalje od one dijagonalne linije koja ide od sjecišta Rakove obratnice i 16. meridijana istočno do 24. meridijana istočno, to jest, veći dio današnje čadsko-libijske granice. Na istoku bi granica išla prema jugu duž 24. meridijana dolje do granice Sultanata Darfur u blizini 15. sjeverne paralele, nakon čega bi otprilike pratila granicu između Darfura i Sultanata Wadai. Točna spojna točka 16. i 24. meridijana (tj. moderna tromeđa Čad-Libija-Sudan) potvrđena je anglo-francuskom konvencijom od 8. rujna 1919. AEF-englesko-egipatsku granicu Sudana demarkirala je na terenu anglo-francuska komisija 1921.-23., a konačna granica je ratificirana 21. siječnja 1924. Godine 1935. Francuska i Italija potpisale su sporazum kojim bi pojas Aouzou bio dodijeljen talijanskoj Libiji, čime bi se tromeđa pomaknula prema jugu, međutim taj ugovor nikada nije ratificiran.
Dana 1. siječnja 1956. Anglo-egipatski Sudan proglasio je neovisnost kao Republika Sudan; Čad je isto napravio 11. kolovoza 1960., a granica je tada postala međunarodna granica između dviju neovisnih država. Od tada su odnosi između dviju država često bili napeti, pri čemu se jedna druga optuživala za pružanje utočišta pobunjeničkim skupinama kojima je dopušteno prijeći granicu. Na primjer, Sudan je pobunjeničkoj skupini FROLINAT ponudio utočište u zapadnom Sudanu tijekom Čadskog građanskog rata (1965. – 1979.), a kasnije i Domoljubnom pokretu spasa sadašnjeg čadskog predsjednika Idrissa Débyja, koji je napao Čad iz svoje baze u Darfuru 1990. i svrgnuo predsjednika. Hissène Habré u državnom udaru u Čadu 1990. Odnosi su se stalno pogoršavali u kasnijim godinama kako je Čad bio zahvaćen ratom u Darfuru, što je rezultiralo velikim brojem izbjeglica koje su prešle granicu. Nakon što je čadska pobunjenička skupina Skup za demokraciju i slobodu 2005. godine napada čadski pogranični grad Adré, Čad je javno optužio Sudan da podupire skupinu. Naknadni posrednički rat između Čada i Sudana rezultirao je brojnim prekograničnim upadima i borbama, sve dok mirovni sporazum nije dogovoren 2010.

## Naselja uz granicu

### Čad
- Bahaï
- Teriba
- Mayba
- Sogoni
- Guéréda
- Birak
- Bali
- Ardemi
- Goundou
- Kawa
- Toumtouma
- Biske
- Adré
- Amdjereme
- Borota
- Ambakali
- Gargounyou
- Goz Merem
- Hilleket
- Kirana
- Bir Kandji
- Am Leiouna
- Adé
- Moudouga
- Chuchumoru
- Hadjer Beid
- Madoyna
- Madoua
- Niarinion
- Arday
- Mongororo
- Gabasour
- Kedet
- Bourtoutou
- Nzili

### Sudan
- Likoyla
- Karnoi
- Tandubayah
- Girgira
- Melmelli
- Geneina
- Misterei
- Tabbi Nyebbei
- Beida
- Chero Kasi
- Habilah
- Bandadito
- Foro Burunga
- Babil
- Timassi
- Kango Haraza